# パラグアイ戦争
パラグアイ戦争 （ぱらぐあいせんそう、西: Guerra del Paraguay 葡: Guerra do Paraguai、グアラニー語:Paraguái Ñorairõ)、1864年 - 1870年）は、パラグアイと、アルゼンチン・ブラジル帝国・ウルグアイの三国同盟軍との間で行なわれた戦争である。ラテンアメリカの歴史の中で最も凄惨な武力衝突となった。三国同盟戦争 （西: La Guerra de la Triple Alianza 葡: Guerra da Tríplice Aliança）、対三国同盟戦争（西: La Guerra contra la Triple Alianza）、ロペス戦争 とも。開戦の直接のきっかけは、当時ブラジル・アルゼンチンの緩衝国であったウルグアイの内乱に、パラグアイの独裁者フランシスコ・ソラーノ・ロペス（Francisco Solano López）が介入したことによる。
この開戦には、ラテンアメリカの植民地支配の歴史や、この地域へのイギリスの経済的関心も影響している。

## 背景
19世紀初、ポルトガルとスペインから独立して以来、ブラジル帝国とスペイン系アメリカ国家は領土紛争で困難を経験した。この地域の国家間には境界線をめぐる葛藤が続き、ほとんど同じ領土に対する領有権主張が重複していた。これらの問題はかつての植民母国から受け継いだものだが、何度かの試みにもかかわらず決して満足できる解決をすることはできなかった。1494年にポルトガルとスペインが締結したトルデシリャス条約は、南米を含む全世界の他の地域で植民地が拡張し、数世紀にわたって効力を喪失した。旧境界線は、ポルトガルとスペインが実際に占有する領土の区分を十分に反映していなかった。
18世紀に入ってトルデシリャス条約はほとんど役に立たないと考えられ、両当事国は現実的で可能な境界線に基づく新たな条約を導き出さなければならないことが明らかになった。1750年のマドリード条約は、南米のポルトガルとスペイン領土を大部分現在と似た境界に分けた。しかしポルトガルとスペインはその結果に満足せず、その後数十年間、境界線を新たに画定したり廃止する条約が相次いで締結された。両国間で締結された最終協定である1801年のバダホス条約は、マドリード条約から派生した1777年のサン・イルデフォンソ条約の適用範囲を再び調整した。
領土紛争は1810年代にラテンアメリカの独立に伴いリオ・デ・ラ・プラタ副王領が崩壊し、アルゼンチン、パラグアイ、ウルグアイ、ボリビアなどの新生国が独立してさらにひどくなった。これら新生国は、ほとんど外部に知られていない奥地の領土をめぐって争っており、紛争の対象となった地域は大体人口が少なかったり、特定の国家に服属されないまま白人の定着地をたびたび襲う反抗的な土着部族が居住していた。パラグアイの立場では、植民時代の末期にスペインとポルトガルを悩ませ、混乱させた争点、つまりアパ川とブランコ川を隣接する大国ブラジルとの境界線にするかどうかが問題だった。

## 戦争前の関係国の事情

### パラグアイ

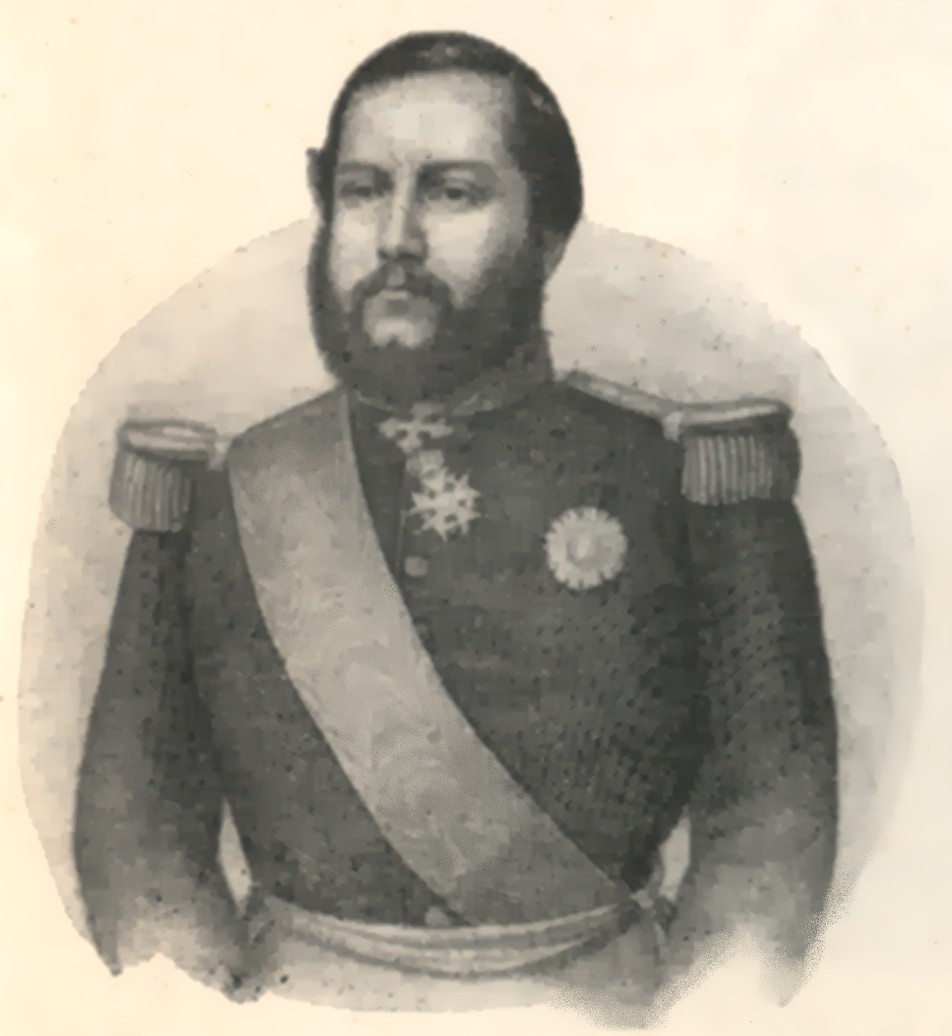
フランシスコ・ソラーノ・ロペス元帥

パラグアイは、1810年5月25日の五月革命によるブエノスアイレスの主導権を認めずに、1811年に独立した。 
パラグアイは、総統フランシア博士の時代からアルゼンチンのメソポタミア地方の独立運動を支持する政策を採り続けた。
1820年のエントレ・リオス共和国の樹立にもパラグアイの影響があったと言われている。こうした政策は成功し、1838年にはアルゼンチンのミシオネス州を併合した。
1844年にパラグアイ共和国初代大統領に就任したフランシア博士の甥、カルロス・アントニオ・ロペスの開放政策の下で、パラグアイは南米初の義務教育の導入、南米でも早い部類に入る鉄道の導入、工業化、ヨーロッパへの留学生の派遣、タバコとマテ茶の貿易、そして国土の98%にも及ぶ土地の国有化を行った。
こうした施策により、パラグアイはラテン・アメリカで最も近代化された国家となった。
1862年に彼が死去した時には、常備18,000、予備45,000の合わせて6万人にも及ぶ南米最強の軍隊を有していた。
カルロス・ロペスは前任者と同じようにアルゼンチンのリトラル三州の分離独立運動を支援し続けたが、これはフアン・マヌエル・デ・ロサスの怒りを買った。1845年にはロサスはパラグアイとの貿易を停止し、同年から1846年にかけてアルゼンチン軍と戦闘することになる。アルゼンチンの圧力は撥ね退けたが、1852年にロサスが失脚すると、今度はブラジル帝国からの圧力が強くなってきた。ブラジルとパラグアイの関係は、特に国境の確定及びパラナ川とパラグアイ川の自由航行権に関する合意が成立しなかったため非常に微妙になった。パラグアイはブランコ川流域の領土をサン・イルデフォンソ条約に基づき返還することをブラジルに要請したが、ブラジルはバダホス条約によってブランコ川南側のアパ川が国境に確定したという理由で断った。両国間の交渉が決裂すると、パラグアイ政府は1853年にブラジル公使を追放し、翌年にはブラジルとの国境地帯の境界が確定されない間、すべての河川でいかなる外国船舶の運航も禁止させた。これに反発したブラジルは自由航行権を要求し、危うくパラグアイとの戦争にまでなりかけたが、1856年にパラグアイがブラジルに自由航行権を認めると一旦対立は収まった。
カルロス・ロペスは1862年、「共和国は解決すべき多くの問題を抱えている。しかし剣によらずペンで解決せよ。特にブラジルに関しては」と息子に言い残して死亡した。そして同年長男のフランシスコ・ソラーノ・ロペスが第2代大統領に就任する。こうした状況の中でブラジルはウルグアイとパラグアイに対する野心を隠さず、ソラーノ・ロペスの娘とブラジル皇帝の縁談は断られた。一方でイギリス帝国も南米で唯一イギリスの自由貿易帝国に加えられていないパラグアイを疎ましく思うようになっていた。

### ウルグアイ
東方州は1825年からはじまったシスプラティーナ戦争の後、フアン・アントニオ・ラバジェハと33人の東方人の掲げたアルゼンチンとバンダ・オリエンタルの統一と言う目標は、ラ・プラタ川の両岸をアルゼンチンが単独で保持することを恐れたイギリスの介入によりかなわず、結局東方州は1828年にモンテビデオ条約の結果としてアルゼンチンとブラジルの緩衝国家、ウルグアイ東方共和国として独立することになった。
その後コロラド党とブランコ党の対立がそれぞれ二大国の支援を仰ぐことになり、大アルゼンチンを目指してウルグアイの併合を目論んだアルゼンチン連合のフアン・マヌエル・デ・ロサスがブランコ党を支援し、ロサスと敵対していたブラジル帝国、イギリス、フランスがコロラド党を支援するという構図のウルグアイ内戦（大戦争）が勃発した。
内戦半ばからはブランコ党が優位だったが、1851年にコロラド党、ブラジルと同盟したフスト・ホセ・デ・ウルキーサの手で、モンテビデオを包囲していたブランコ党が破られると内戦が終わり、翌1852年のカセーロスの戦いでロサスは失脚した。その後コロラド党とブランコ党の挙国一致政権が出来るがこれもすぐに崩壊し、1854年にコロラド党のベナンシオ・フローレスが大統領に就任。その後もコロラド党とブランコ党の対立は内戦が再燃する要素は保っていた。

### アルゼンチン

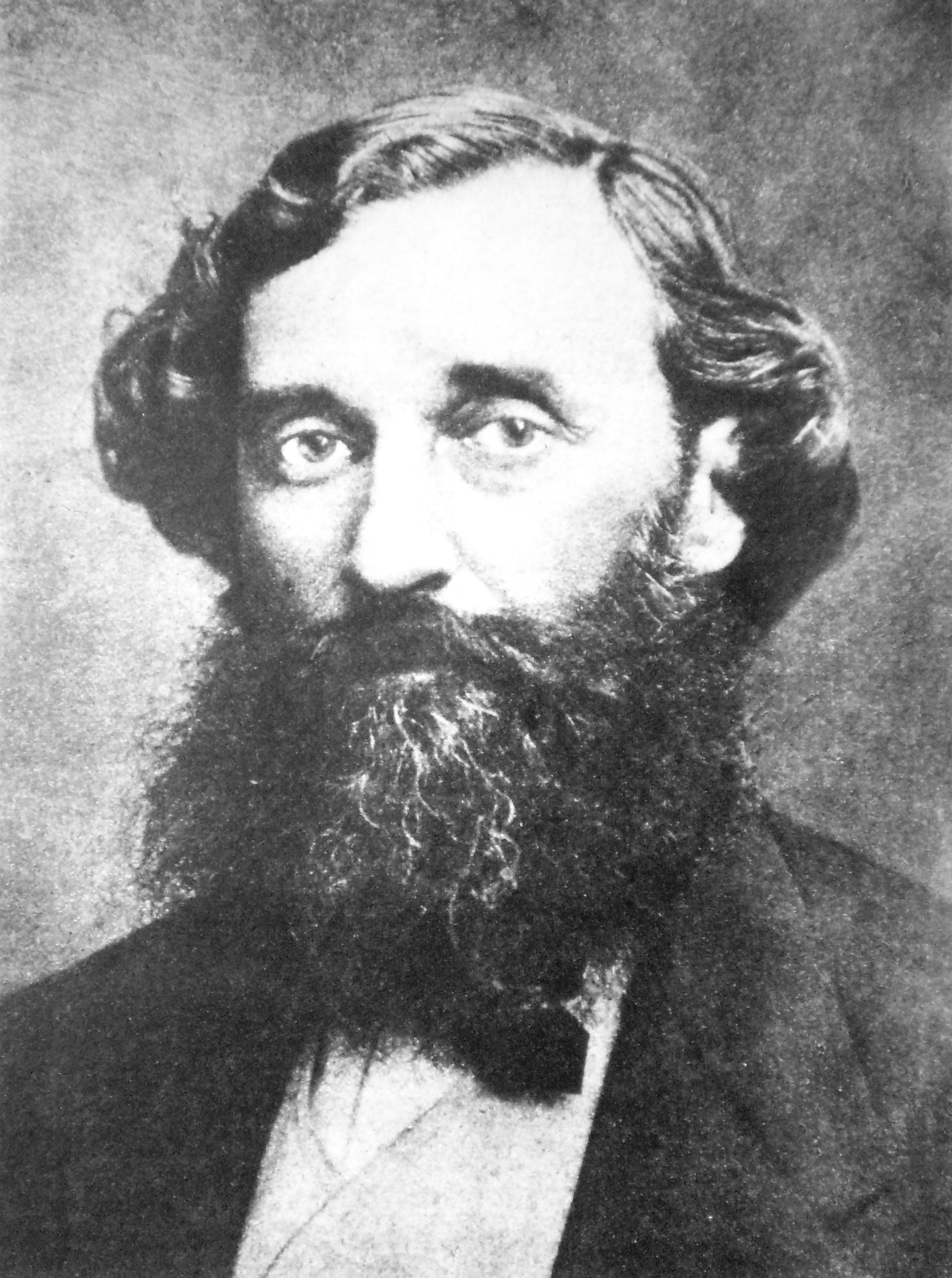
バルトロメ・ミトレ

アルゼンチンではフランス、イギリスとの大戦争を戦い抜いたロサスがカセーロスの戦いで、ブラジル、コロラド党と同盟したエントレ・リオス州出身の連邦派のカウディージョであるウルキーサに敗れると、1852年にウルキーサがアルゼンチン連合を主催し、1825年以来の中央政府が樹立される。しかし、ブエノスアイレス州はアルゼンチン連合への加入を拒否し、1861年9月にバルトロメ・ミトレ州知事がウルキーサをパボンの戦いで破ると、アルゼンチン連合とブエノスアイレス州を合併し、1862年10月には自らその大統領になった。ここにアルゼンチン初の国土統一が成ったのである。こうしてアルゼンチンの急速な西欧化が始まった。
自由主義者で欧化主義的な傾向があったミトレは、当時のラテンアメリカの自由主義者の典型例のように、ガウチョやカウディージョやインディオのようなスペイン的なもの、土着的なものを、野蛮で劣ったものとみなし、一方で内陸部のカウディージョもミトレに対しての反発を抱き、既にミトレが大統領になる前の1862年2月には「チャーチョ」と呼ばれて民衆に親しまれていたカウディージョ、アンヘル・ペニャローサがラ・リオハ州から蜂起した。「チャーチョ」は1863年11月に連邦軍に捕らえられ、処刑されたが、パボンの戦いで敗れたウルキーサは失脚したものの、こうした不満を持つ連邦派のカウディージョの統領として未だに影響力を保っていた。

### ブラジル

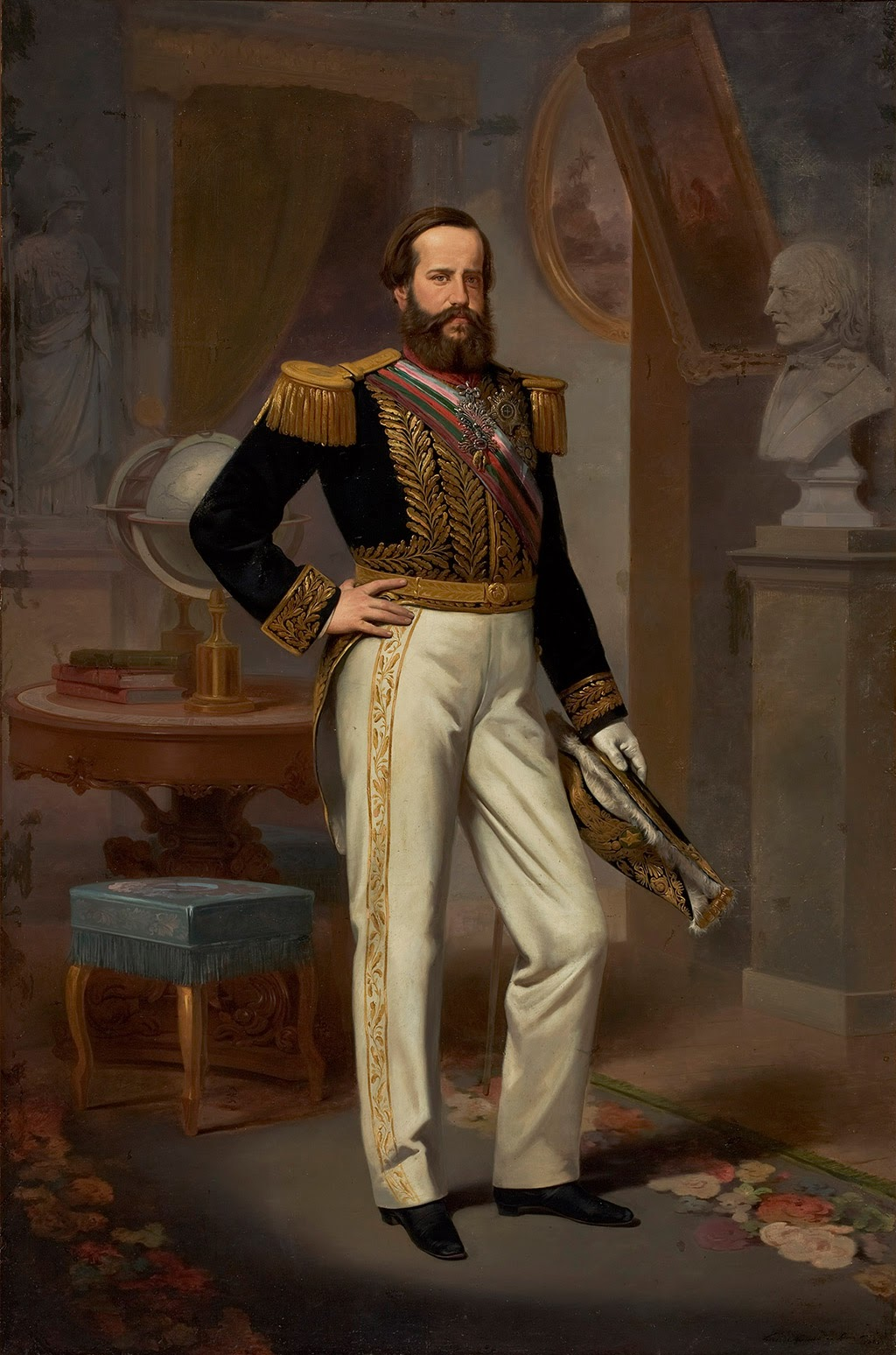
ブラジル皇帝ドン・ペドロ2世

1831年にペドロ1世が失脚した後、ペドロ2世が即位すると、各地で起きていた反帝政反乱は終わりを迎え、1845年には最大の反乱だったリオ・グランデ・ド・スル州の分離独立戦争も終結した。
ウルグアイ内戦以後アルゼンチンとの緩衝国となっていたウルグアイへの影響力拡大は進み、多くのブラジル資本が進出したが、同様に緩衝国だったパラグアイは自立的な発展を遂げていた。ブラジル帝国は内政の一応の安定を背景にラプラタ川一帯への進出を目論み、パラグアイとウルグアイに対する圧力が増加することになる。さらにマット・グロッソ州付近の係争地において領土要求をパラグアイに突きつけ、次第にパラグアイへの対応は強硬なものになっていった。1853年8月、カルロス・ロペスがパラグアイ川の自由航行に対するブラジル船舶の接近を制止したのに続き、外交使節まで追放させ緊張が高まり始めた。パラグアイ川への接近が制限されれば、まだ陸路がまともに開拓されていなかったマット・グロッソ州が事実上外部と断絶するため、パラグアイのこの措置はブラジルの激しい反発をもたらした。「パラグアイとの難題は戦争だけで突破できる」という露骨な警告の下、ブラジル政府は武力示威を展開することを決め、国内で大規模艦隊を動員した。1854年末には120門の大砲が搭載された20隻余りの軍艦が出動準備を整え、国境地帯の兵力が補強された。
予想を超えたブラジルの高圧的な対応にカルロス・ロペスは戸惑いながらも部分動員を命令し、アパ川岸のブラジル軍駐屯地を占領した。1855年2月、ブランコ川に沿って北上したブラジル艦隊はパラグアイ水域に侵入、必要な場合、軍隊を上陸させるような脅威も仄めかした。結局、ブラジルの圧迫に屈服したパラグアイは、同年4月に海運通商友好条約を締結してブラジル船舶の自由航行権を認めており、1858年2月には両国を通過する河川ですべての国籍の船舶の航行を保障する追加協定に調印した。このような自由航行権の保障は、ブラジルの外交的勝利であっただけでなく、イギリスもまたパラグアイ領内への商業的進出を追求できるようになり、多大な恵みを被った。

## ウルグアイ戦争

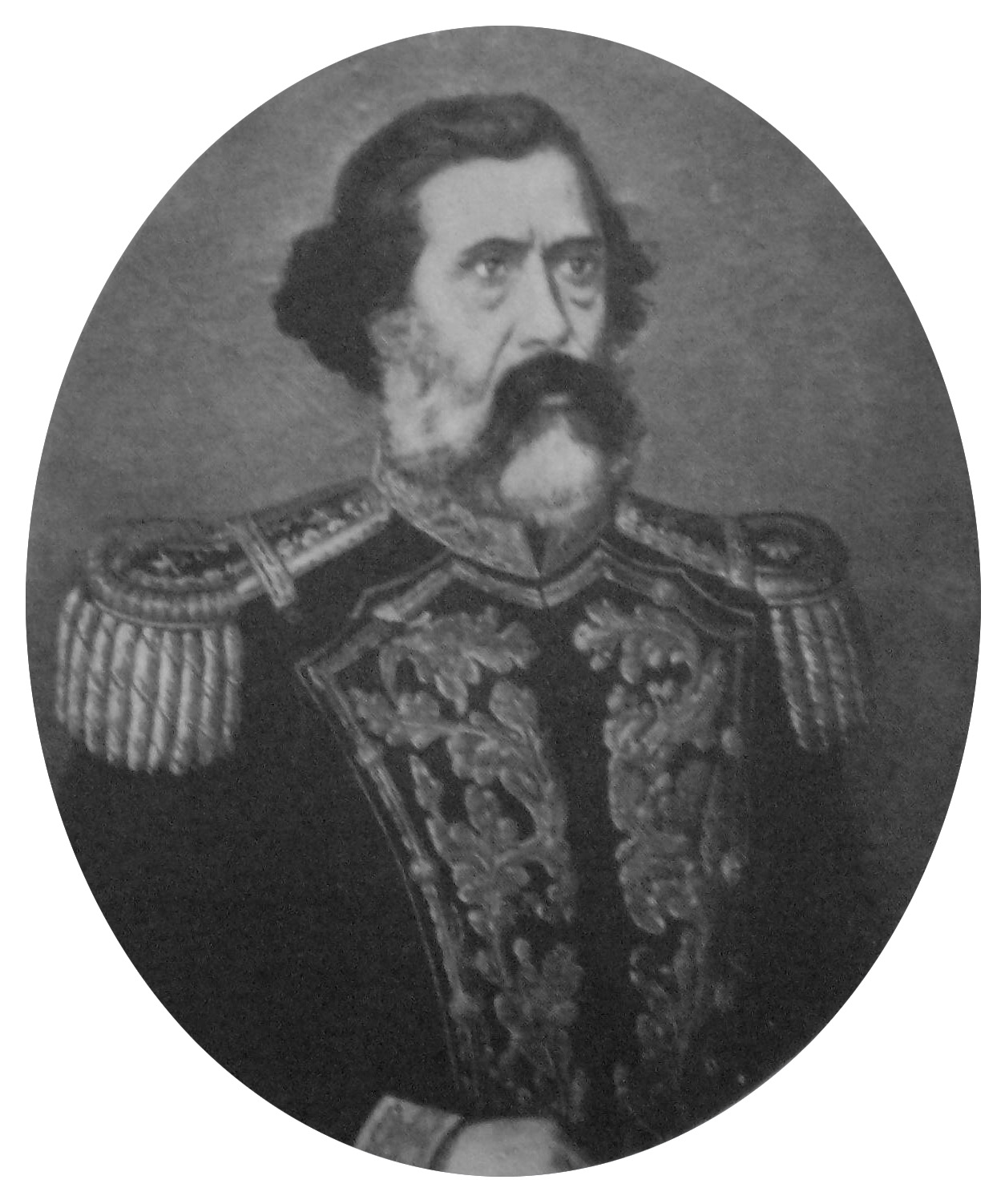
ベナンシオ・フローレス

1851年以来、ブラジルはウルグアイの政情に3回にわたって政治・軍事的に関与しながら影響力の拡大を図った。この中で3番目であり最後の介入となった1864年のウルグアイ戦争が、パラグアイ戦争の口火となる。ウルグアイの二大政党がそれぞれアルゼンチン・ブラジルの支援を受けての内乱を繰り広げるという構図は既に述べたが、1854年に成立したコロラド党のベナンシオ・フローレス政権は翌年クーデターで崩壊した。この頃、コロラド党とブランコ党の指導層は両党の和解を図り、いわゆる「融合派」が政権を握ることになった。1858年にコロラド党の反動派が和解を拒否して反乱を起こすと、融合派のガブリエル・アントニオ・ペレイラ大統領によって鎮圧され、その首謀者は処刑された。1860年にはブランコ党のベルナルド・ベロが大統領に就任している。コロラド党は、融合派がブランコ党に傾倒したと疑い、融合派政権の転覆を策動することになる。
当時アルゼンチンは、独裁者フアン・マヌエル・デ・ロサスが失脚した後、ブエノスアイレス州とアルゼンチン連合の主導権争いで分裂していた。フローレスはブエノスアイレスの戦争相バルトロメ・ミトレに接近し、コロラド党がブエノスアイレスを支持する代償としてアルゼンチンがウルグアイの融合派と戦う援助を与えることで合意した。1862年、国家再統一を果たしアルゼンチン大統領に就任したミトレは合意通り、ウルグアイのコロラド党に武装と兵力の支援し、これに支えられてフローレスは1863年4月にウルグアイに侵攻した。ミトレはかつて自分や、仲間の自由主義者を追放した憎むべきロサスに支援されていたブランコ党を許せなかったのだ。アルゼンチンに操縦されたフローレスは、「解放十字軍」を自任してパラグアイと同盟を結んだベロのブランコ党政権を転覆させようとした。ウルグアイ政局の動向を見守っていたパラグアイのソラノ・ロペス大統領は9月6日、アルゼンチン政府に書簡を送りウルグアイ内政への不干渉を求めたが、ミトレはこれを否定した。パラグアイ政府は、戦争に備えて義務兵役制を導入し、翌年2月には6万4千人の兵士が追加徴集された。
一方、ブラジルもそれまでの伝統的友好関係から、ブランコ党がブラジルで牛泥棒をしたことを口実にして、1863年12月に公然とコロラド党を支援するに至った。フローレスの反乱が始まって1年が経った1864年4月、ブラジル政府は全権委員のジョゼ・アントニオ・サライヴァを乗せた海軍艦隊をウルグアイ海域に派遣し、ガウチョ農民の被害に対する補償を要求した。任期が満了したベロの後任としてブランコ党政権を引き継いだアタナシオ・アギレ大統領は、遂にパラグアイに助けを求めることになる。ソラノ・ロペスは当初はこの要請に慎重な態度を示し、ウルグアイ危機を解決するための仲裁を引き受けると提案したが、ブラジルによって拒否された。これに止まらず、次第にブラジルとアルゼンチンの間に挟まれて消滅しかかっているウルグアイの運命は、ソラノ・ロペスが思うに近い将来のパラグアイなのではないかと憂慮するようになった。
こうして8月にアギレ政権がブラジルの最後通牒を受けると、ソラノ・ロペスはブランコ党を支援するためには戦争をも辞さない覚悟をブラジル公使に伝える。それでもブラジル政府は、パラグアイの警告が外交的修辞に過ぎないと見なし、「ブラジル臣民の生命と利益を保護すべき義務を決して放棄しない」と回答しながら無視する態度を見せた。10月にブラジルはウルグアイに軍隊を派遣、コロラド党と共にブランコ党との戦いに加わった。ブラジルの行動がラプラタ地域の均衡を崩し、まもなく自国の安全にも脅威となると判断したソラノ・ロペスは、11月12日にパラグアイ川でマットグロッソ州知事が乗っていたブラジル商船、『マルケス・ヂ・オリンダ（Marquês de Olinda）』を拿捕し、その船員と乗客を拘禁することで対決の意志を明確にした。12月13日、パラグアイがブラジルに正式に宣戦布告し、パラグアイ戦争が始まった。

## 開戦とロペスの誤算
本格的な陸戦は、1864年11月にパラグアイ軍がブラジルとの係争地域だったマットグロッソ州（現在のマットグロッソ・ド・スウ州）に侵攻することにより開始された。6千の兵力で侵攻したパラグアイ軍は、翌12月にはブラジルの要衝コインブラやコルンバを占領することに成功した。さらには南下してウルグアジャーナ（現在のリオグランデ・ド・スル州）にまで至り、征服した地域をアルト・パラグアイ県として国土に編入する。
しかし、ここでソラノ・ロペスの計画に誤算が生じた。ロペスはアルゼンチンのミトレ大統領に領土通行権を求め、アルゼンチン反体制派の指導者フスト・ホセ・デ・ウルキーサと密約して、もしアルゼンチンが通行権を認めないなら、ウルキーサがアルゼンチン連邦派をまとめて反乱を起こすことを取り決めていたのだが、この密約がウルキーサに反故にされたのだ。ソラノ・ロペスはウルキーサに決起を迫ることを目的に、1865年3月に入るとパラグアイは1万の兵力によりアルゼンチンにも侵攻を開始し、翌4月にはコリエンテスを占領する。しかし、それでもウルキーサは動かなかった。

## 三国同盟の結成
1865年4月、ウルグアイでも当初ロペスに内政干渉からの助けを求めたブランコ党のアギレ政権が崩壊した。コロラド党のフローレスがブラジル軍と共にモンテビデオを占領したのだ。アルゼンチンとブラジルの支援で政権についたコロラド党はパラグアイに宣戦布告するに至り、1865年5月1日にイギリスの監督と影響の下でアルゼンチン・ブラジル・ウルグアイの三国同盟が結ばれる。
この時点で当初ロペスが意図したアルゼンチン、ウルグアイの支援を受けてブラジル帝国と戦うという構想は崩れ、ロペスに勝ち目はなくなっていた。

## 戦争のパラグアイ化

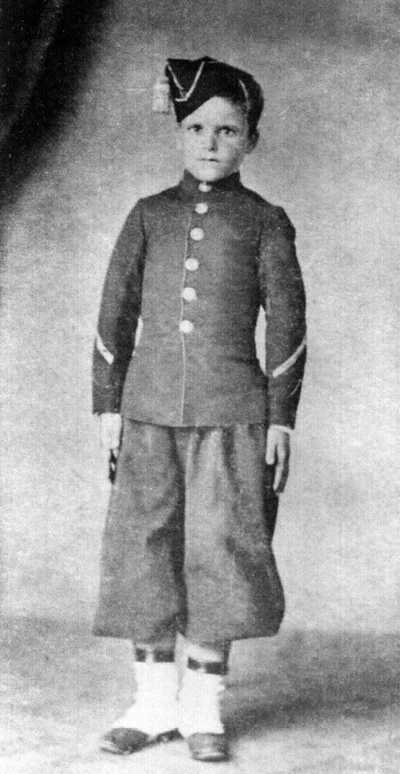
アルゼンチン軍の少年兵

6月にパラグアイ軍はブラジル南部のリオグランデ・ド・スウ州を経由し、ウルグアイ軍に迫った。しかし、6月11日にパラナ川で行われた水上戦闘において、パラグアイ艦隊はブラジル艦隊に敗北を喫した。これにより、ウルグアイ軍に迫ったパラグアイ軍は包囲され、降伏するに至った。パラグアイ軍は主力を国内に撤退させるに至った。
1866年には、三国同盟軍がパラグアイ国内へ侵攻を開始した。パラグアイ川とパラナ川の合流点にあるパソデリアは、4月に同盟軍が占領した。5月にはパソデリア北方において、パラグアイ軍25,000と同盟軍45,000による大規模な戦闘が行われ、パラグアイ軍が壊滅的な打撃を受けた。
ミトレはこの戦争を土着(パラグアイ、スペイン的)と文明(アルゼンチン、ヨーロッパ的)の戦いとみなしたが、この意識は同時にアルゼンチンの連邦派カウディージョにパラグアイへの仲間意識をもたらした。ウルキーサが果たさなかった決起を、ウルキーサに代わって果たした連邦派のカウディージョの反乱、特に「パラグアイ戦争への反対とラテンアメリカ諸国の連合」を旗印にした、カタマルカ州のフェリペ・バレーラを鎮圧するためにアルゼンチン軍が戦線離脱し、ミトレの任期終了後ウルグアイ軍も離脱すると、戦争後半にはほとんどブラジルが単独でパラグアイと戦争するような状況になった。
その後も同盟軍はパソデリア北方におけるパラグアイの要塞を攻撃し、1868年7月にはウマイタ要塞を陥落させるに至った。これによりパラグアイ川が航行可能となり、同盟軍は川沿いに急速に進撃を開始した。軍主力が壊滅しているパラグアイ軍は、老人や子供を動員し、何度も防戦を行ったが、兵力不足により敗北が続いた。遮るもののなくなった同盟軍は1869年1月に首都アスンシオンを占領した。ソラノ・ロペスは、老人と子供を多く含む市民とともに首都を脱出し北上した。このパラグアイ人の集団は戦闘を行いつつ北上を続けたが、1870年3月1日にセロ・コラーの密林地帯で同盟軍に包囲され、ロペスは戦死し、戦争は終結した。

## 結果

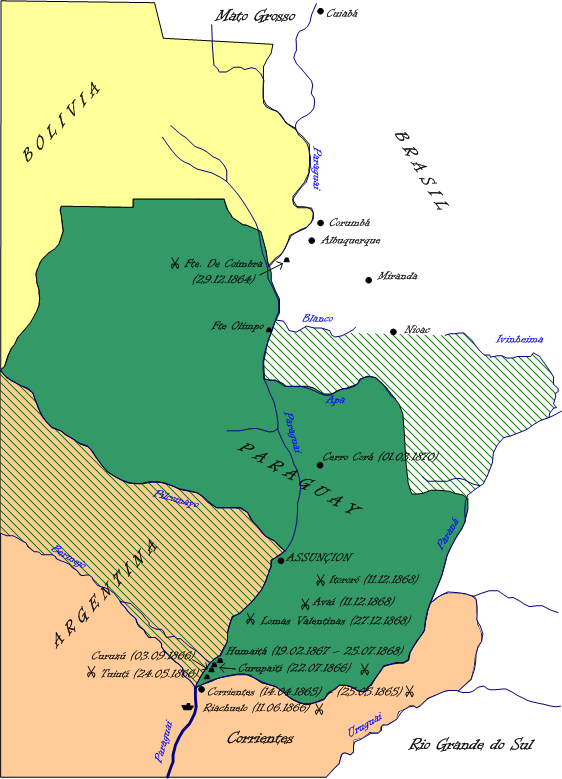
分割されたパラグアイ

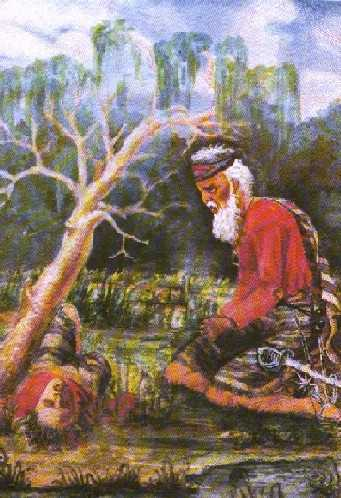
ホセ・イグナシオ・ガルメンディア『我が子の遺体を前にするパラグアイ兵』

戦争はパラグアイの完敗に終わった。開戦前にアルゼンチンのミトレ大統領が3か月で終わるといった戦争は5年にわたり、政府軍同士による戦いが終結した後も長期にわたるゲリラ戦が続き、捕虜はサン・パウロの奴隷市場で売り飛ばされ、軍民問わず多数のパラグアイ人が死亡した。ある推測によると、戦争および戦争中の疫病により、開戦前にいた525,000人ほどのパラグアイ人のうち、211,009人しか生き残らなかったと言われている。他の統計もあるが、どれほど少なく見積もってもこの戦争でパラグアイ人の半分以上が死亡したことに変わりはないようである。領土もミシオネス州とフォルモサ州がアルゼンチンに、東部がブラジルに併合され、領土は戦前の四分の三になった。
この戦争で、南米におけるプロイセンのような立場だったパラグアイの軍事国家としての挑戦は失敗に終わり、パラグアイもイギリスの覇権構造の下に組み込まれることになった。終戦後、パラグアイでは壊滅的に混乱した状況からの立ち直りと、成人男子のほとんどを失ったことによる人口分布のアンバランスの解消におよそ半世紀の年月を費やした。さらに、戦後すぐイギリスから巨額の借款が押し付けられ、経済的にはイギリスとアルゼンチンに従属することになり、戦前パラグアイの農地の98%を占めた公有地はアルゼンチン人に買い取られ、パラグアイにも他のラテンアメリカ諸国と同じような大土地所有制が導入された。政治的にはブラジルに従属することになり、以後この二国の強い影響を受けることになる。
ブラジルはこの戦争で5万人近い死傷者を出した。前線で戦った兵士は黒人兵が主であり、アルゼンチン人の共和思想との接触などの影響もあった。そして戦争で活躍したカシアス公が軍の主導者となって、今日まで続く政治における軍部の影響力の強化が始まる。こうした要素が合わさってブラジルの政治は戦時中から戦争終結後に奴隷制を廃止する方向に動き、1888年の黒人奴隷制度の廃止と、それに伴う1889年帝政そのものの終焉につながることになる。この戦争での時価で30万ドルにも達する莫大な戦費をイギリスから借りたため通貨不安が発生し、より一層イギリスに対する従属的な姿勢をとることになった。
1975年12月、ブラジルのエルネスト・ガイゼル大統領とパラグアイのアルフレド・ストロエスネル大統領はアスンシオンで両国間の友好協力条約を締結した。これによりブラジル政府はパラグアイ戦争当時に略奪した戦利品の一部をパラグアイに返還したが、公文書や大砲などは依然として返さなかった。
ウルグアイでは戦後、ブラジル・アルゼンチンによる内政介入が和らぐことになるが、ウルグアイ軍はパラグアイ軍との戦いで大きな損害を受け、パラグアイから得たものは何もなかった。その後もウルグアイは政情不安が続き、20世紀はじめにコロラド党からホセ・バッジェが出てくるまで伝統的な対立は収まらなかった。
アルゼンチンは開戦当初にミトレ大統領が目論んだとおりに連邦軍が制度的に確立し、戦時中にブラジルに兵器を輸出することなどもあって、軍隊の確立など近代化への道をたどり、戦争によってアフリカ系アルゼンチン人などもいなくなっていった。地方のカウディージョの乱も1876年にロペス・ホルダンを討伐した頃には収束した。ブラジルと同様、莫大な戦費をイギリスから借りたため、より一層イギリスに対する従属的な姿勢をとることになった。
ウルキーサはこの戦争でアルゼンチン軍への軍需物資を卸すことにより巨万の富を成すが、この行動が仲間の連邦派からの顰蹙を買い、1870年に連邦派のロペス・ホルダンに暗殺された。
この戦争で最も利益を得たのはイギリスだった。イギリスは戦争当事国となった全ての国に借款を与え、アルゼンチンとブラジル、そしてその操り人形に支配されていたウルグアイを通して、自らは全く手を下さずに南米大陸の奥地で唯一孤立を続けていたパラグアイを降した。こうしてイギリスは第一次世界大戦後にアメリカ合衆国が台頭するまで、この地域における完全な経済的覇権を確立した。

## パラグアイ戦争を題材とした作品

### 映画
- セロ・コラー（スペイン語版）（1978年、グィジェルモ・ベラ監督）